# Nonea polychroma
Nonea polychroma är en strävbladig växtart som beskrevs av Selvi och Bigazzi. Nonea polychroma ingår i släktet nonneor, och familjen strävbladiga växter. Inga underarter finns listade i Catalogue of Life.